# Szellőcskevölgy
Szellőcskevölgy (románul Săliștea Veche) falu Romániában, Kolozs  megyében.

## Lakossága
1956 előtt Bodonkút része volt. 1956-ban 252 lakosa volt, 1966-ban 253 lakosa (ebből 251 román), 1977-ben 183 lakosa (mind román), 1992-ben 77 lakosa (mind román), 2002-ben 57 lakosa (ebből 56 román).

## Nevezetességek
- Ortodox fatemploma a 16. században épült.[3]
- Ortodox Szent Konstantin és Ilona-templom

## Képek

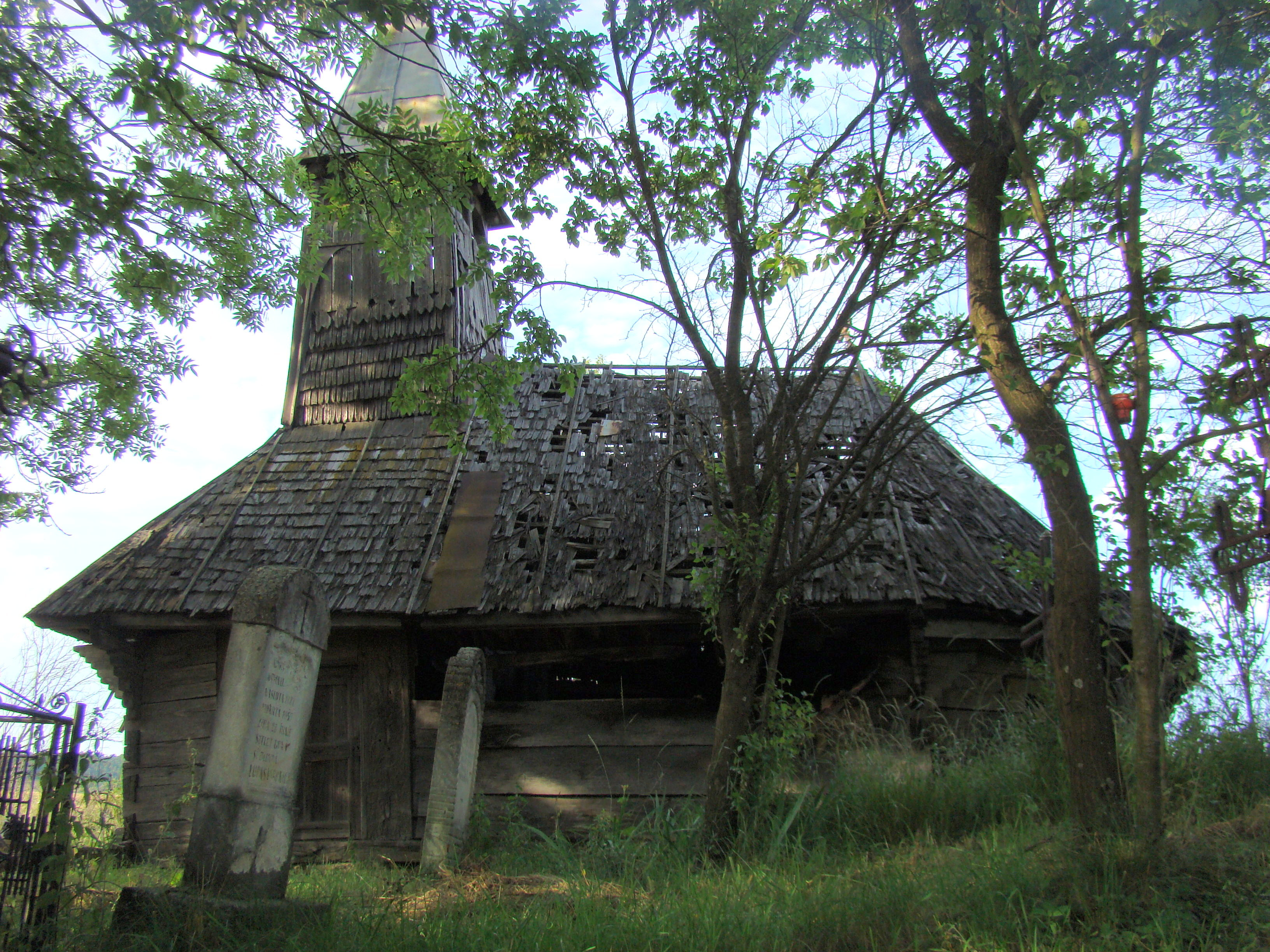
Ortodox fatemplom
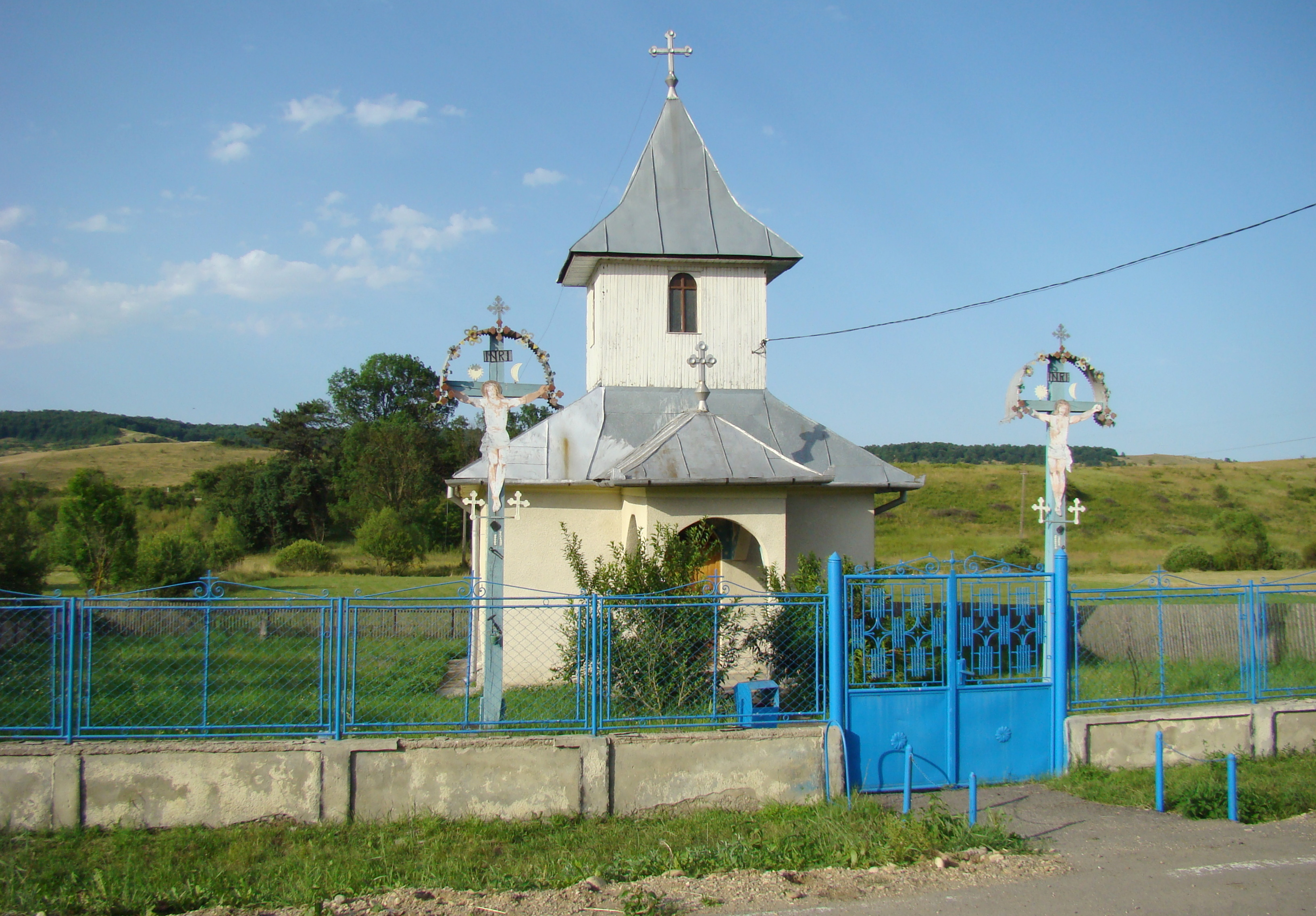
Ortodox kőtemplom